# Rhabdosargus
Rhabdosargus là một chi cá trong Họ Cá tráp (Sparidae). Chi này gồm có các loài sau:

## Các loài
- Rhabdosargus globiceps (Valenciennes, 1830)
- Rhabdosargus haffara (Forsskål, 1775)
- Rhabdosargus holubi (Steindachner, 1881) Đây là loài cá bản địa của vùng phía Nam châu Phi. Chúng dài khoảng 15 cm như một số cá thể có thể dài đến 40 cm
- Rhabdosargus sarba (Forsskål, 1775)
- Rhabdosargus thorpei (Smith, 1979)